# جیمز جبیا
جیمز جبیا (انگلیسی: James Jebbia؛ زادهٔ ۲۲ ژوئیهٔ ۱۹۶۳) طراح مد و کارآفرین اهل بریتانیا است، که در سال ۱۹۹۴ شرکت ساپریم را تأسیس کرد. وی از سال ۱۹۷۷ میلادی تاکنون مشغول فعالیت بوده‌است.